# 清水綾乃 (テニス選手)
清水 綾乃（しみず あやの、1998年4月11日 - ）は、日本の女子プロテニス選手。群馬県前橋市出身。WTAランキング自己最高位はシングルス175位。地球環境高等学校卒業。Club MASA所属。

## 来歴
5歳でテニスを始める。通信制の地球環境高等学校を卒業し、2017年4月にプロに転向した。
2018年ウィンブルドン選手権で4大大会の予選に初出場した。
2018年全日本テニス選手権では、決勝で澤柳璃子を 6–0, 7–6 で破って初優勝した。
2023年には中国・杭州市で開催された2022年アジア競技大会に出場し、羽澤慎治と組んだ混合ダブルスでは3回戦敗退、小堀桃子と組んだ女子ダブルスでは2回戦敗退だった。
2024年11月の高崎国際オープンでは小堀桃子と組んだ女子ダブルスで優勝し、ITFワールドテニスツアーW100の大会では初優勝を飾った。2025年5月のカンガルーカップ国際女子オープンテニスでは小堀桃子と組んだ女子ダブルスで優勝し、W100の大会では2度目の優勝となった。

## 4大大会シングルス成績
略語の説明
| W | F | SF | QF | #R | RR | Q# | LQ | A | Z# | PO | G | S | B | NMS | P | NH |

W=優勝, F=準優勝, SF=ベスト4, QF=ベスト8, #R=#回戦敗退, RR=ラウンドロビン敗退, Q#=予選#回戦敗退, LQ=予選敗退, A=大会不参加, Z#=デビスカップ/BJKカップ地域ゾーン, PO=デビスカップ/BJKカッププレーオフ, G=オリンピック金メダル, S=オリンピック銀メダル, B=オリンピック銅メダル, NMS=マスターズシリーズから降格, P=開催延期, NH=開催なし.
| 大会           | 2018 | 2019 | 通算成績 |
| -------------- | ---- | ---- | -------- |
| 全豪オープン   | A    | LQ   | –        |
| 全仏オープン   | A    | LQ   | –        |
| ウィンブルドン | LQ   | LQ   | –        |
| 全米オープン   | LQ   | LQ   | –        |